# William Herald
William Herald, né le 28 avril 1900 à Glebe et mort le 13 février 1976, est un nageur australien.

## Biographie
Aux Jeux olympiques de 1920 à Anvers, William Herald remporte la médaille d'argent à l'issue de la finale du relais 4x200m nage libre en compagnie de Frank Beaurepaire, Harry Hay et Ivan Stedman.